# Vrchlabí
Vrchlabí (tyska: Hohenelbe) är en stad i distriktet Trutnov i den tjeckiska regionen Hradec Králové. Staden hade 12 516 invånare år 2016. Vrchlab nämns för första gången i ett dokument från år 1359.